# Campeonato de España de Verano de Natación
El Campeonato de España Absoluto de Verano de Natación es una competición deportiva de natación, de carácter nacional y organizada por la Real Federación Española de Natación (RFEN), en colaboración con los clubs o federaciones regionales donde se dispute el evento, desde el año 1907.
Este campeonato es el más antiguo de los Campeonatos de España de natación organizados por la Real Federación Española de Natación, disputándose en la temporada de verano, en piscina de 50 metros. Se ha organizado de forma ininterrumpida desde sus inicios, excepto los años 1936, 1937, 1938 y 1939 debido a la guerra civil española, y 2020 por el COVID-19.
La competición fue impulsada por Manuel G. Solé, maestro del Gimnasio Solé y vicepresidente del Club Natació Barcelona. En su primera edición, en 1907, se disputó en el puerto de Barcelona, con un largo de 250 metros. Hasta 1925 no se introducen las primeras pruebas en categoría femenina.
Desde sus inicios hasta 1958, las pruebas se disputaron tanto en mar abierto, como en piscinas de diversa longitud, siendo en este año cuando será obligatorio la disputa del campeonato en piscinas de 50 metros de longitud.
En los años 1999, 2000 y 2001 se avanzan las fechas tradicionales de verano hacia la primavera. En el año 2002 se vuelve a las fechas de verano, continuando este campeonato durante la época estival, y dando lugar al Campeonato de España Open de Primavera, en primavera. Estos dos, y el Campeonato de España de Invierno, en piscina de 25 metros, son los tres campeonatos de España en categoría absoluta organizados actualmente por la Real Federación Española de Natación.

## Ediciones
| Edición  | Año  | Sede                                                        | Fecha                           | Organizador                     | Largo piscina |
| -------- | ---- | ----------------------------------------------------------- | ------------------------------- | ------------------------------- | ------------- |
| I        | 1907 | Barcelona (Puerto)                                          | 15 de septiembre                | Gimnasi Solé                    | 250 metros    |
| II       | 1908 | Barcelona (Puerto)                                          | 30 de agosto                    | Club Natació Barcelona          | 250 metros    |
| III      | 1909 | Barcelona (Puerto)                                          | 5 de septiembre                 | Club Natació Barcelona          | 250 metros    |
| IV       | 1910 | Barcelona (Playa)                                           | 24 de septiembre                | Club Natació Barcelona          | 300 metros    |
| V        | 1911 | Barcelona (Playa)                                           | 3 y 8 de septiembre             | Club Natació Barcelona          | --            |
| VI       | 1912 | Barcelona (Playa)                                           | 1 de septiembre                 | Club Natació Barcelona          | --            |
| VII      | 1913 | Barcelona (Playa)                                           | 21 de septiembre                | Club Natació Barcelona          | --            |
| VIII     | 1914 | Barcelona (Puerto)                                          | 13 de septiembre                | Club Natació Barcelona          | --            |
| IX       | 1915 | Barcelona (Puerto)                                          | 29 de agosto y 5 de septiembre  | Club Natació Barcelona          | --            |
| X        | 1916 | Barcelona (Puerto)                                          | 10 y 17 de septiembre           | Club Natació Barcelona          | --            |
| XI       | 1917 | Barcelona (Playa)                                           | 16 de septiembre                | Club Natació Barcelona          | 300 metros    |
| XII      | 1918 | Barcelona (Varadero)                                        | 15 y 22 de septiembre           | Club Natació Barcelona          | 100 metros    |
| XIII     | 1919 | Barcelona (Varadero)                                        | 21 de septiembre                | Club Natació Barcelona          | 100 metros    |
| XIV      | 1920 | Barcelona (Puerto)                                          | 8 y 12 de septiembre            | Club Natació Barcelona          | --            |
| XV       | 1921 | Barcelona (Puerto)                                          | 21 de septiembre                | Club Natació Barcelona          | --            |
| XVI      | 1922 | Alicante (Puerto)                                           | 23-25 de julio                  | Club Natación Alicante          | 100 metros    |
| XVII     | 1923 | Gijón (Puerto)                                              | 31 de agosto-2 de septiembre    | Club Natación Gijón             | 50 metros     |
| XVIII    | 1924 | San Sebastián (Dársena)                                     | 30 y 31 de agosto               | Club Deportivo Fortuna          | 50 metros     |
| XIX      | 1925 | Arriluce-Algorta (Bilbao)                                   | 29-31 de agosto                 | A.C. de Guecho                  | 50 metros     |
| XX       | 1926 | Barcelona (Piscina Escullera)                               | 28-30 de agosto                 | Club Natació Barcelona          | 33 metros     |
| XXI      | 1927 | Arriluce-Algorta (Bilbao)                                   | 20-22 de agosto                 | Federación Vizcaína             | 50 metros     |
| XXII     | 1928 | Barcelona (Piscina Escullera)                               | 29 y 30 de agosto               | Federación Catalana             | 33 metros     |
| XXIII    | 1929 | Barcelona (Montjuich)                                       | 14 y 16 de septiembre           | Federación Catalana             | 50 metros     |
| XXIV     | 1930 | San Sebastián (Dársena)                                     | 23 y 25 de agosto               | Federación Guipuzcoana          | 50 metros     |
| XXV      | 1931 | Barcelona (Escullera y Montjuich)                           | 12 y 13 de septiembre           | Federación Catalana             | 50 metros     |
| XXVI     | 1932 | Barcelona (Montjuich)                                       | 3 y 4 de septiembre             | Federación Catalana             | 50 metros     |
| XXVII    | 1933 | Madrid (El Lago)                                            | 2 y 3 de septiembre             | Federación Castellana           | 50 metros     |
| XXVIII   | 1934 | Barcelona (Montjuich)                                       | 28 y 29 de julio                | Federación Catalana             | 50 metros     |
| XXIX     | 1935 | Valencia (Las Arenas)                                       | 7-9 de septiembre               | Federación Levantina            | 50 metros     |
| XXX      | 1940 | Vigo (Dársena)                                              | 24-26 de agosto                 | Federación Gallega              | 50 metros     |
| XXXI     | 1941 | Palma de Mallorca (C.N.Palma)                               | 29-31 de agosto                 | Federación Balear               | 33 metros     |
| XXXII    | 1942 | Santa Cruz de Tenerife (Club Náutico)                       | 13-16 de septiembre             | Federación Canaria              | 33 metros     |
| XXXIII   | 1943 | Barcelona (Montjuich)                                       | 2-5 de septiembre               | Federación Catalana             | 50 metros     |
| XXXIV    | 1944 | Madrid (El Lago)                                            | 13-16 de septiembre             | Federación Centro               | 50 metros     |
| XXXV     | 1945 | Zaragoza (C.N.Helios)                                       | 5-8 de septiembre               | Federación Aragonesa            | 33 metros     |
| XXXVI    | 1946 | La Coruña (La Solana)                                       | 28 de agosto a 2 de septiembre  | Federación Gallega              | 33 metros     |
| XXXVII   | 1947 | Las Palmas (Julio Navarro)                                  | 27 de septiembre a 1 de octubre | Federación Canaria              | 33 metros     |
| XXXVIII  | 1948 | Barcelona (Montjuich)                                       | 9-11 de julio                   | Federación Catalana             | 50 metros     |
| XXXIX    | 1949 | Palma de Mallorca (C.N.Palma)                               | 13-16 de agosto                 | Federación Balear               | 33 metros     |
| XL       | 1950 | Barcelona (Montjuich)                                       | 8-11 de septiembre              | Federación Catalana             | 50 metros     |
| XLI      | 1951 | Madrid (Casa de Campo)                                      | 7-9 de septiembre               | Federación Centro               | 50 metros     |
| XLII     | 1952 | Barcelona (Montjuich)                                       | 5-8 de septiembre               | Federación Catalana             | 50 metros     |
| XLIII    | 1953 | Santa Cruz de Tenerife (Club Náutico)                       | 20-22 de septiembre             | Federación Canaria              | 33 metros     |
| XLIV     | 1954 | Barcelona (Montjuich)                                       | 30 de julio a 1 de agosto       | Federación Catalana             | 50 metros     |
| XLV      | 1955 | Cádiz (La Victoria)                                         | 24-26 de agosto                 | Federación Andaluza             | 50 metros     |
| XLVI     | 1956 | Las Palmas (Martín Freire)                                  | 15-17 de septiembre             | Federación Canaria              | 50 metros     |
| XLVII    | 1957 | Valencia (Las Arenas)                                       | 17-19 de agosto                 | Federación Valenciana           | 33 metros     |
| XLVIII   | 1958 | Madrid (Casa de Campo)                                      | 17-19 de agosto                 | Federación Castellana           | 50 metros     |
| XLIX     | 1959 | Vitoria (Mendizorroza)                                      | 14-16 de agosto                 | Federación Vasco-Navarra        | 50 metros     |
| L        | 1960 | Barcelona (Montjuich)                                       | 13-15 de agosto                 | Federación Catalana             | 50 metros     |
| LI       | 1961 | Sevilla (Piscinas Sevilla)                                  | 15-17 de septiembre             | Federación Andaluza             | 33 metros     |
| LII      | 1962 | Barcelona (Montjuich)                                       | 2-5 de agosto                   | Federación Catalana             | 50 metros     |
| LIII     | 1963 | Granada (Neptuno)                                           | 5-8 de septiembre               | Federación Sureste              | 50 metros     |
| LIV      | 1964 | Santa Cruz de Tenerife (Piscina Municipal Acidalio Lorenzo) | 3-6 de septiembre               | Delegación Tinerfeña            | 50 metros     |
| LV       | 1965 | Lujua (Landatxuela)                                         | 2-5 de septeiembre              | Federación Vasco-Navarra        | 50 metros     |
| LVI      | 1966 | Sabadell (Municipal)                                        | 3-6 de septiembre               | Federación Catalana             | 50 metros     |
| LVII     | 1967 | Madrid (Casa de Campo)                                      | 17-20 de agosto                 | Federación Castellana           | 50 metros     |
| LVIII    | 1968 | Valencia (Ferca-San José)                                   | 5-8 de septiembre               | Federación Valenciana           | 50 metros     |
| LIX      | 1969 | Barcelona (Bernat Picornell)                                | 11-14 de septiembre             | Federación Catalana             | 50 metros     |
| LX       | 1970 | Zaragoza (Martín Celiméndiz)                                | 20-23 de agosto                 | Sociedad Deportiva Arenas       | 50 metros     |
| LXI      | 1971 | Barcelona (Bernat Picornell)                                | 9-12 de septiembre              | Federación Catalana             | 50 metros     |
| LXII     | 1972 | Las Palmas (C.N.Metropole)                                  | 20-23 de julio                  | Federación Canaria              | 50 metros     |
| LXIII    | 1973 | Pamplona (C.N.Pamplona)                                     | 2-5 de agosto                   | Club Natación Pamplona          | 50 metros     |
| LXIV     | 1974 | Valencia (Parque Sindical)                                  | 1-4 de agosto                   | Federación Valenciana           | 50 metros     |
| LXV      | 1975 | Reus (C.N.Reus "Ploms")                                     | 2-5 de agosto                   | Club Natación Reus "Ploms"      | 50 metros     |
| LXVI     | 1976 | Palma de Mallorca (C.N.Palma)                               | 28-31 de agosto                 | Club Natación Palma             | 50 metros     |
| LXVII    | 1977 | Las Palmas (C.N.Metropole)                                  | 1-4 de agosto                   | Club Natación Metropole         | 50 metros     |
| LXVIII   | 1978 | Orense (Pabellón)                                           | 3-6 de agosto                   | Club Natación Pabellón          | 50 metros     |
| LXIX     | 1979 | Barcelona (Ciudad Deportiva)                                | 2-5 de agosto                   | Club Natación Montjuich         | 50 metros     |
| LXX      | 1980 | Albacete (Complejo Deportivo Carlos Belmonte)               | 21-24 de agosto                 | Federación Albaceteña           | 50 metros     |
| LXXI     | 1981 | Puerto de la Cruz (Municipal)                               | 17-20 de agosto                 | Federación Tinerfeña            | 50 metros     |
| LXXII    | 1982 | Pamplona (C.Tenis)                                          | 19-22 de agosto                 | Club Tenis Pamplona             | 50 metros     |
| LXXIII   | 1983 | Sevilla (Chapina)                                           | 11-14 de agosto                 | Federación Sevillana            | 50 metros     |
| LXXIV    | 1984 | Las Palmas (C.N.Metropole)                                  | 16-19 de agosto                 | Club Natación Metropole         | 50 metros     |
| LXXV     | 1985 | Orense (Rosario Dueñas)                                     | 10-14 de julio                  | Club Natación Pabellón          | 50 metros     |
| LXXVI    | 1986 | Madrid (Centro Mundial-86)                                  | 21-24 de julio                  | Comunidad de Madrid             | 50 metros     |
| LXXVII   | 1987 | Barcelona (Bernat Picornell)                                | 30 de julio a 2 de agosto       | Federación Catalana             | 50 metros     |
| LXXVIII  | 1988 | Santander (C.D.Parayas)                                     | 21-24 de julio                  | Club Deportivo Parayas          | 50 metros     |
| LXXIX    | 1989 | Benidorm (Les Foietes)                                      | 27-30 de julio                  | Federación Alicantina           | 50 metros     |
| LXXX     | 1990 | Mataró (C.N.Mataró)                                         | 23-26 de julio                  | Centro de Natación Mataró       | 50 metros     |
| LXXXI    | 1991 | Barcelona (Bernat Picornell)                                | 22-25 de julio                  | C.O.O.Barcelona 92              | 50 metros     |
| LXXXII   | 1992 | Benidorm (Les Foietes)                                      | 16-19 de julio                  | Federación Alicantina           | 50 metros     |
| LXXXIII  | 1993 | Reus (C.N.Reus "Ploms")                                     | 14-18 de julio                  | Club Natación Reus "Ploms"      | 50 metros     |
| LXXXIV   | 1994 | Murcia (Murcia Parque)                                      | 14-17 de julio                  | Federación Murciana             | 50 metros     |
| LXXXV    | 1995 | San Cugat del Vallés (C.A.R.)                               | 13-16 de julio                  | Federación Catalana             | 50 metros     |
| LXXXVI   | 1996 | Logroño (C.N.Las Norias)                                    | 1-4 de agosto                   | Federación Riojana              | 50 metros     |
| LXXXVII  | 1997 | Barcelona (Bernat Picornell)                                | 24-27 de julio                  | Federación Catalana             | 50 metros     |
| LXXXVIII | 1998 | Alicante (Monte Tossal)                                     | 23-26 de julio                  | Club Natación Luis Asensi       | 50 metros     |
| LXXXIX   | 1999 | Cádiz (Complejo Ciudad Cádiz)                               | 26-28 de marzo                  | Federación Gaditana             | 50 metros     |
| XC       | 2000 | Madrid (Centro Mundial-86)                                  | 6-9 de abril                    | Federación Madrileña            | 50 metros     |
| XCI      | 2001 | Zaragoza (Club Stadium Casablanca)                          | 5-8 de abril                    | Club Stadium Casablanca         | 50 metros     |
| XCII     | 2002 | Valencia (Parque Oeste)                                     | 7-10 de agosto                  | Federación Valenciana           | 50 metros     |
| XCIII    | 2003 | Palma de Mallorca (Son Hugo)                                | 6-10 de agosto                  | Federación Balear               | 50 metros     |
| XCIV     | 2004 | Barcelona (Bernat Picornell)                                | 21-25 de julio                  | Federación Catalana             | 50 metros     |
| XCV      | 2005 | Calella (Piscina Crol)                                      | 4-7 de agosto                   | Federación Catalana             | 50 metros     |
| XCVI     | 2006 | Almería (Complejo Almadrabillas)                            | 13-16 de julio                  | Federación Andaluza             | 50 metros     |
| XCVII    | 2007 | Barcelona (Bernat Picornell)                                | 24-27 de julio                  | Federación Catalana             | 50 metros     |
| XCVIII   | 2008 | Tarrasa (C.N.Terrassa)                                      | 5-8 de agosto                   | Club Natación Terrassa          | 50 metros     |
| XCIX     | 2009 | Las Palmas (José Feo Perdomo)                               | 21-24 de julio                  | Club Natación Metropole         | 50 metros     |
| C        | 2010 | Barcelona (Bernat Picornell)                                | 20-22 de julio                  | Federación Catalana             | 50 metros     |
| CI       | 2011 | Mataró (C.N.Mataró)                                         | 22-24 de julio                  | Centro de Natación Mataró       | 50 metros     |
| CII      | 2012 | Tarrasa (C.N.Terrassa)                                      | 25-27 de julio                  | Club Natación Terrassa          | 50 metros     |
| CIII     | 2013 | Las Palmas (José Feo Perdomo)                               | 8-10 de agosto                  | Club Natación Metropole         | 50 metros     |
| CIV      | 2014 | Barcelona (Bernat Picornell)                                | 16-20 de julio                  | Federación Catalana             | 50 metros     |
| CV       | 2015 | Barcelona (Bernat Picornell)                                | 8-12 de julio                   | Federación Catalana             | 50 metros     |
| CVI      | 2016 | Las Palmas (José Feo Perdomo)                               | 13-17 de julio                  | Club Natación Metropole         | 50 metros     |
| CVII     | 2017 | Tarrasa (C.N. Terrassa)                                     | 1-5 de agosto                   | Club Natación Terrassa          | 50 metros     |
| CVIII    | 2018 | Mairena del Aljarafe (Centro Acuático "Cavaleri")           | 11-15 de julio                  | Federación Andaluza             | 50 metros     |
| CIX      | 2019 | Tarrasa (C.N.Terrassa)                                      | 3-7 de agosto                   | Club Natación Terrassa          | 50 metros     |
| -        | 2020 | Tarrasa (C.N.Terrassa) Suspendido por pandemia COVID-19     | 29 de julio al 2 de agosto      | Club Natación Terrassa          | 50 metros     |
| CX       | 2021 | Las Palmas (José Feo Perdomo)                               | 3-7 de agosto                   | Club Natación Metropole         | 50 metros     |
| CXI      | 2022 | Sabadell (Centre Can Llong)                                 | 20-24 de julio                  | Club Natació Sabadell           | 50 metros     |
| CXII     | 2023 | Málaga (Centro Acuático)                                    | 26-30 de julio                  | Federación Andaluza de Natación | 50 metros     |
| CXIII    | 2024 | Palma de Mallorca (Son Hugo)                                | 18-22 de julio                  | Federación Balear de Natación   | 50 metros     |